# Kauko Pirinen
Kauko Antero Pirinen, född 10 januari 1915 i Eno, död 31 maj 1999 i Helsingfors, var en finländsk historiker, professor i kyrkohistoria vid Helsingfors universitet från 1961, samt var professor i allmän kyrkohistoria 1963–1980, Aarno Maliniemis efterträdare. Ortodox. Pirinen var 1936–1962 tjänsteman vid Riksarkivet i Helsingfors (från 1961 som arkivråd).
Pirinen var en av 1900-talets ledande historiker i Finland och en av landets främsta kyrkohistoriker. Hans specialgebit var Finlands medeltidshistoria, Savolax och Karelens historia samt kyrkorätt. Kyrkohistorikern Pirinens undersökningar har blivit hörnstenar för uppfattningen om den medeltida samhällsutvecklingen; hans monografi om Åbo domkapitel (1956) redogör för dess faser. Pirinen har genom en noggrann analys av 1500-talets skattelängder kunnat fastställa vilka av byarna i Egentliga Finland och Satakunta dom betalade skatt enligt svensk rätt, som gällde för nybyggare, och vilka som erlade tiondet enligt den finska rätten, vilket var gällande i gamla odlingsbygder se verket Kymmenysverotus Suomessa ennen kirkkoreduktiota (1962).  
I Savon historia har han gett sin syn på bebyggelseutvecklingen under medeltiden i östra Finland. Tidigare forskning ansåg att den stora uppodlingen av Savolax ödemarker skedde under 1500-talet. Pirinen har reviderat och fördjupat den traditionella bilden. Han har påpekat att det fanns en liten bofast befolkning i Savolax redan i början av medeltiden, och en skara samer som levde ett nomadiserande liv. En förutsättning för att bebyggelsen i Savolax skulle tätna var svedjeteknikens utveckling. Vidare har han framhållit att skillnaden mellan den ordinära svedjetekniken och finnarnas långt drivna huhta-teknik som utnyttjade barrskogarna inte var så stor under medeltiden som under senare perioder. 